# Białężyn (Poznań)
Pour les articles homonymes, voir Białężyn.
Białężyn (prononciation : [bjaˈwɛ̃ʐɨn]) est un village polonais de la gmina de Murowana Goślina dans le powiat de Poznań de la voïvodie de Grande-Pologne dans le centre-ouest de la Pologne.
Il se situe à environ 8 kilomètres au nord de Murowana Goślina (siège de la gmina) et à 27 kilomètres au nord de Poznań (siège du powiat et capitale régionale).

## Histoire
De 1975 à 1998, le village faisait partie du territoire de la voïvodie de Poznań.

Depuis 1999, Białężyn est situé dans la voïvodie de Grande-Pologne.
Le village possède une population de 240 habitants.